# Aspasmogaster
Aspasmogaster — rodzaj ryb z rodziny grotnikowatych (Gobiesocidae).

## Występowanie
Zasiedla wody na południe i na zachód od Australii. Sporadycznie występują w rejonie Tasmanii.

## Klasyfikacja
Gatunki zaliczane do tego rodzaju:
- Aspasmogaster costata
- Aspasmogaster liorhyncha
- Aspasmogaster occidentalis
- Aspasmogaster tasmaniensis